# Amphoe Bo Thong
Amphoe Bo Thong (Thai: อำเภอ บ่อทอง) ist ein Landkreis (Amphoe – Verwaltungs-Distrikt) im Osten der Provinz Chonburi. Die Provinz Chonburi liegt im Osten der Zentralregion von Thailand.

## Geographie
Die benachbarten Amphoe sind im Uhrzeigersinn von Norden aus: Amphoe Ko Chan der Provinz Chonburi, Amphoe Tha Takiap der Provinz Chachoengsao, Amphoe Kaeng Hang Maeo der Provinz Chanthaburi, die Amphoe Khao Chamao und Wang Chan der Provinz Rayong sowie die Amphoe Nong Yai, Ban Bueng und Phanat Nikhom wieder aus der Provinz Chonburi.

## Geschichte
Bo Thong war ursprünglich ein Tambon des Amphoe Phanat Nikhom.
Am 16. Dezember 1978 wurde er zu einem „Zweigkreis“ King Amphoe heraufgestuft.
Am 16. März 1985 bekam Bo Thong den vollen Amphoe Status.

## Verwaltung

### Provinzverwaltung
Der Landkreis Bo Thong ist in sechs Tambon („Unterbezirke“ oder „Gemeinden“) eingeteilt, die sich weiter in 47 Muban („Dörfer“) unterteilen.
| Nr. | Name           | Thai       | Muban | Einw.  |
| --- | -------------- | ---------- | ----- | ------ |
| 01. | Bo Thong       | บ่อทอง      | 09    | 13.617 |
| 02. | Wat Suwan      | วัดสุวรรณ    | 07    | 06.256 |
| 03. | Bo Kwang Thong | บ่อกวางทอง  | 08    | 06.539 |
| 04. | That Thong     | ธาตุทอง     | 09    | 07.585 |
| 05. | Kaset Suwan    | เกษตรสุวรรณ | 07    | 06.691 |
| 06. | Phluang Thong  | พลวงทอง    | 07    | 08.011 |

### Lokalverwaltung
Es gibt zwei Kommunen mit „Kleinstadt“-Status (Thesaban Tambon) im Landkreis:
- Bo Thong (Thai: เทศบาลตำบลบ่อทอง) bestehend aus den Teilen der Tambon Bo Thong, Wat Suwan.
- That Thong (Thai: เทศบาลตำบลธาตุทอง) bestehend aus dem kompletten Tambon That Thong.

Außerdem gibt es fünf „Tambon-Verwaltungsorganisationen“ (องค์การบริหารส่วนตำบล – Tambon Administrative Organizations, TAO)
- Bo Thong (Thai: องค์การบริหารส่วนตำบลบ่อทอง) bestehend aus Teilen des Tambon Bo Thong.
- Wat Suwan (Thai: องค์การบริหารส่วนตำบลวัดสุวรรณ) bestehend aus Teilen des Tambon Wat Suwan.
- Bo Kwang Thong (Thai: องค์การบริหารส่วนตำบลบ่อกวางทอง) bestehend aus dem kompletten Tambon Bo Kwang Thong.
- Kaset Suwan (Thai: องค์การบริหารส่วนตำบลเกษตรสุวรรณ) bestehend aus dem kompletten Tambon Kaset Suwan.
- Phluang Thong (Thai: องค์การบริหารส่วนตำบลพลวงทอง) bestehend aus dem kompletten Tambon Phluang Thong.